# Tour du Finistère 2024
La 38e édition du Tour du Finistère a lieu le 11 mai 2024. Cette course cycliste d'un jour fait partie du calendrier UCI Europe Tour 2024 en catégorie 1.1 (troisième niveau mondial).
Cette course est aussi inscrite au calendrier de la Coupe de France en tant que 11e manche de l'édition 2024.
L'épreuve est remportée par Benoît Cosnefroy de l'équipe Décathlon AG2R La Mondiale qui s'impose devant Corbin Strong (Israel-Premier Tech) et Rudy Molard (Groupama-FDJ). 

## Présentation

### Parcours
Cette 38e édition s'étend sur 199,9 kilomètres, avec près de 3 000 mètres de dénivelé positif, à travers les quatorze communes de l'agglomération de Quimper.
Après un départ donné à Quimper, contrairement aux précédentes éditions qui s'élançaient de Saint-Évarzec, les coureurs effectuent environ 160 kilomètres de course en ligne dans le sud du Finistère, jalonnés par six sprints intermédiaires. Le peloton entre ensuite sur le circuit final pour y parcourir quatre tours de 9,8 kilomètres marqués par deux difficultés : la côte de la Voie Romane (1 kilomètre à 5,2 % de moyenne) et la montée vers l'arrivée rue de Stang Bihan (700 mètres à 6,2 %),.

### Équipes participantes
Le Tour du Finistère est classée en catégorie 1.1 du circuit  UCI Europe Tour. Par conséquent, la course est ouverte aux équipes UCI WorldTeam dans la limite de 50 % des équipes participantes, aux équipes continentales professionnelles, aux équipes continentales et aux équipes nationales.
16 équipes participent à ce Tour du Finistère : 4 WorldTeams, 8 ProTeams et 4 équipes continentales.
| WorldTeams (4)- Decathlon-AG2R La Mondiale - Groupama-FDJ - Cofidis - Arkéa-B&B Hotels ProTeams (8)- Lotto Dstny - Israel-Premier Tech - Uno-X Mobility - Bingoal WB - Euskaltel-Euskadi - TotalEnergies - Caja Rural-Seguros RGA - Equipo Kern Pharma Équipes continentales (4)- Saint Michel-Mavic-Auber 93 - CIC U Nantes Atlantique - Nice Métropole Côte d'Azur - Van Rysel-Roubaix |
| |

### Principaux coureurs présents
Les principaux favoris pour cette édition du Tour du Finistère sont le leader de l'équipe Decathlon-AG2R Benoît Cosnefroy (vainqueur de l'édition 2021) qui affiche une grande forme cette saison et a notamment remporté le Grand Prix du Morbihan la semaine précédente, les deux coureurs de l'équipe Cofidis Axel Zingle (2e sur le GP du Morbihan) et Bryan Coquard, les deux coureurs d'Arkéa-B&B Hotels Vincenzo Albanese et Clément Venturini (2e du dernier Tro Bro Leon), ainsi que le coureur belge de Lotto-Dstny Milan Menten. Le vainqueur de l'édition précédente, Paul Penhoët, n'est pas présent au départ de la course cette année.

### Diffusion
Le Tour du Finistère 2024 est diffusé sur France 3 Bretagne et sur la plateforme internet d'Eurosport.

## Classement final
| \| Classement général \| Classement général \| Classement général \| Classement général \| Classement général \| \| Coureur \| Coureur \| Pays \| Équipe \| Temps \| \| ------------------ \| ------------------ \| ------------------ \| -------------------------- \| ------------------ \| \| 1er \| Benoît Cosnefroy \| France \| Decathlon-AG2R La Mondiale \| 4 h 55 min 42 s \| \| 2e \| Corbin Strong \| Nouvelle-Zélande \| Israel-Premier Tech \| + 0 s \| \| 3e \| Rudy Molard \| France \| Groupama-FDJ \| + 0 s \| \| 4e \| Axel Zingle \| France \| Cofidis \| + 0 s \| \| 5e \| Vincenzo Albanese \| Italie \| Arkéa-B&B Hotels \| + 0 s \| \| 6e \| Eduard Prades \| Espagne \| Caja Rural-Seguros RGA \| + 0 s \| \| 7e \| Clément Venturini \| France \| Arkéa-B&B Hotels \| + 0 s \| \| 8e \| Nolann Mahoudo \| France \| Cofidis \| + 0 s \| \| 9e \| Markus Hoelgaard \| Norvège \| Uno-X Mobility \| + 0 s \| \| 10e \| Joel Nicolau \| Espagne \| Caja Rural-Seguros RGA \| + 0 s \| |                   |                  |                            |                 |
| |                   |                  |                            |                 |
| Source : ProCyclingStats |                   |                  |                            |                 |
| Classement général |                   |                  |                            |                 |
| Coureur | Coureur           | Pays             | Équipe                     | Temps           |
| 1er | Benoît Cosnefroy  | France           | Decathlon-AG2R La Mondiale | 4 h 55 min 42 s |
| 2e | Corbin Strong     | Nouvelle-Zélande | Israel-Premier Tech        | + 0 s           |
| 3e | Rudy Molard       | France           | Groupama-FDJ               | + 0 s           |
| 4e | Axel Zingle       | France           | Cofidis                    | + 0 s           |
| 5e | Vincenzo Albanese | Italie           | Arkéa-B&B Hotels           | + 0 s           |
| 6e | Eduard Prades     | Espagne          | Caja Rural-Seguros RGA     | + 0 s           |
| 7e | Clément Venturini | France           | Arkéa-B&B Hotels           | + 0 s           |
| 8e | Nolann Mahoudo    | France           | Cofidis                    | + 0 s           |
| 9e | Markus Hoelgaard  | Norvège          | Uno-X Mobility             | + 0 s           |
| 10e | Joel Nicolau      | Espagne          | Caja Rural-Seguros RGA     | + 0 s           |

## Attributions des points

### Classement UCI
La course attribue aux coureurs le même nombre des points pour l'UCI Europe Tour 2024 et le Classement mondial UCI.
| Position           | 1er | 2e | 3e | 4e | 5e | 6e | 7e | 8e | 9e | 10e | 11e | 12e | 13e à 15e | 16e à 25e |
| Classement général | 125 | 85 | 70 | 60 | 50 | 40 | 35 | 30 | 25 | 20  | 15  | 10  | 5         | 3         |

### Classements Coupe de France
L'ordre d'arrivée de l'épreuve détermine le nombre de points attribués pour le classement général individuel de la Coupe de France 2024.
| Position | 1er | 2e | 3e | 4e | 5e | 6e | 7e | 8e | 9e | 10e | 11e | 12e | 13e | 14e | 15e |
| Points   | 50  | 35 | 25 | 20 | 18 | 16 | 14 | 12 | 10 | 8   | 6   | 5   | 3   | 3   | 3   |

Le classement par équipes de la Coupe de France est établi de la manière suivante : on additionne les places des trois premiers coureurs pour définir le score de chaque équipe. Puis les équipes sont classées par score décroissant. L'équipe avec le total le plus faible sera la première et recevra 12 points au classement des équipes, jusqu'à la neuvième équipe qui marquera deux points. Seules les équipes françaises marquent des points.
| Position | 1re | 2e | 3e | 4e | 5e | 6e | 7e | 8e | 9e |
| Points   | 12  | 9  | 8  | 7  | 6  | 5  | 4  | 3  | 2  |

## Liste des participants
| Légende | Légende                                                                    | Légende | Légende                                                    |
| ------- | -------------------------------------------------------------------------- | ------- | ---------------------------------------------------------- |
| Num     | Dossard de départ porté par le coureur sur le Tour du Finistère            | Pos     | Position à l'arrivée de la course                          |
|         | Indique un maillot de champion national ou mondial, suivi de sa spécialité | NP      | Indique un coureur qui n'a pas pris le départ de la course |
| AB      | Indique un coureur qui n'a pas terminé la course                           | HD      | Indique un coureur qui a terminé la course hors des délais |
| DSQ     | Indique un coureur qui a été disqualifié de la course                      |         |                                                            |

| Groupama-FDJ GFC | Groupama-FDJ GFC        | Groupama-FDJ GFC |
| ---------------- | ----------------------- | ---------------- |
| Num              | Coureur                 | Pos              |
| 1                | Eddy Le Huitouze (FRA)  | AB               |
| 2                | Sven Erik Bystrøm (NOR) | 32e              |
| 3                | Thibaud Gruel (FRA)     | 73e              |
| 4                | Rudy Molard (FRA)       | 3e               |
| 5                | Quentin Pacher (FRA)    | 19e              |
| 6                | Joshua Golliker (GBR)   | 72e              |
| 7                | Samuel Watson (GBR)     | 14e              |

| TotalEnergies TEN | TotalEnergies TEN     | TotalEnergies TEN |
| ----------------- | --------------------- | ----------------- |
| Num               | Coureur               | Pos               |
| 11                | Sandy Dujardin (FRA)  | 52e               |
| 12                | Valentin Ferron (FRA) | 21e               |
| 13                | Alan Jousseaume (FRA) | 42e               |
| 14                | Paul Ourselin (FRA)   | 41e               |
| 15                | Julien Simon (FRA)    | 75e               |
| 16                | Mattéo Vercher (FRA)  | 22e               |

| Cofidis COF | Cofidis COF           | Cofidis COF |
| ----------- | --------------------- | ----------- |
| Num         | Coureur               | Pos         |
| 21          | Axel Zingle (FRA)     | 4e          |
| 22          | Bryan Coquard (FRA)   | 65e         |
| 23          | Jesús Herrada (ESP)   | 38e         |
| 24          | Jonathan Lastra (ESP) | 33e         |
| 25          | Gorka Izagirre (ESP)  | 50e         |
| 26          | Nolann Mahoudo (FRA)  | 8e          |
| 27          | Axel Mariault (FRA)   | 31e         |

| Decathlon-AG2R La Mondiale DAT | Decathlon-AG2R La Mondiale DAT | Decathlon-AG2R La Mondiale DAT |
| ------------------------------ | ------------------------------ | ------------------------------ |
| Num                            | Coureur                        | Pos                            |
| 31                             | Benoît Cosnefroy (FRA)         | 1er                            |
| 32                             | Nans Peters (FRA)              | 48e                            |
| 33                             | Killian Verschuren (FRA)       | 24e                            |
| 34                             | Valentin Retailleau (FRA)      | AB                             |
| 35                             | Tom Donnenwirth (FRA)          | 37e                            |
| 36                             | Baptiste Veistroffer (FRA)     | 70e                            |
| 37                             | Oscar Chamberlain (AUS)        | AB                             |

| Arkéa-B&B Hotels ARK | Arkéa-B&B Hotels ARK          | Arkéa-B&B Hotels ARK |
| -------------------- | ----------------------------- | -------------------- |
| Num                  | Coureur                       | Pos                  |
| 41                   | Vincenzo Albanese (ITA)       | 5e                   |
| 42                   | Thibault Guernalec (FRA)      | AB                   |
| 43                   | Simon Guglielmi (FRA)         | 54e                  |
| 44                   | Laurens Huys (BEL)            | 57e                  |
| 45                   | Martin Tjøtta (NOR)           | 29e                  |
| 46                   | Embret Svestad-Bårdseng (NOR) | AB                   |
| 47                   | Clément Venturini (FRA)       | 7e                   |

| Bingoal WB BWB | Bingoal WB BWB            | Bingoal WB BWB |
| -------------- | ------------------------- | -------------- |
| Num            | Coureur                   | Pos            |
| 51             | Floris De Tier (BEL)      | AB             |
| 52             | Johan Meens (BEL)         | AB             |
| 53             | Dimitri Peyskens (BEL)    | 36e            |
| 54             | Luca Van Boven (BEL)      | 12e            |
| 55             | Giacomo Villa (ITA)       | 25e            |
| 56             | Aaron Van der Beken (BEL) | AB             |
| 57             | Lennert Teugels (BEL)     | 62e            |

| Caja Rural-Seguros RGA CJR | Caja Rural-Seguros RGA CJR | Caja Rural-Seguros RGA CJR |
| -------------------------- | -------------------------- | -------------------------- |
| Num                        | Coureur                    | Pos                        |
| 61                         | Orluis Aular (VEN)         | 11e                        |
| 62                         | Fernando Barceló (ESP)     | 18e                        |
| 63                         | Mulu Hailemichael (ETH)    | 35e                        |
| 64                         | Joseba López (ESP)         | 59e                        |
| 65                         | Joel Nicolau (ESP)         | 10e                        |
| 66                         | Eduard Prades (ESP)        | 6e                         |
| 67                         | Gorka Sorarrain (ESP)      | 20e                        |

| Equipo Kern Pharma EKP | Equipo Kern Pharma EKP   | Equipo Kern Pharma EKP |
| ---------------------- | ------------------------ | ---------------------- |
| Num                    | Coureur                  | Pos                    |
| 71                     | Jordi López (ESP)        | 16e                    |
| 72                     | Antonio Jesús Soto (ESP) | 68e                    |
| 73                     | Pau Miquel (ESP)         | 49e                    |
| 74                     | Francisco Galván (ESP)   | 23e                    |
| 75                     | Marc Brustenga (ESP)     | AB                     |
| 76                     | Mikel Retegi (ESP)       | AB                     |
| 77                     | Álex Jaime (ESP)         | 67e                    |

| Euskaltel-Euskadi EUS | Euskaltel-Euskadi EUS   | Euskaltel-Euskadi EUS |
| --------------------- | ----------------------- | --------------------- |
| Num                   | Coureur                 | Pos                   |
| 81                    | Xavier Cañellas (ESP)   | AB                    |
| 82                    | Xabier Berasategi (ESP) | 58e                   |
| 83                    | Xabier Isasa (ESP)      | AB                    |
| 84                    | Asier Etxeberria (ESP)  | 78e                   |
| 85                    | Txomin Juaristi (ESP)   | 30e                   |
| 86                    | James Fouché (NZL)      | AB                    |
| 87                    | Unai Cuadrado (ESP)     | 71e                   |

| Israel-Premier Tech IPT | Israel-Premier Tech IPT  | Israel-Premier Tech IPT |
| ----------------------- | ------------------------ | ----------------------- |
| Num                     | Coureur                  | Pos                     |
| 91                      | Tom Van Asbroeck (BEL)   | 40e                     |
| 92                      | Mason Hollyman (GBR)     | AB                      |
| 93                      | Corbin Strong (NZL)      | 2e                      |
| 94                      | Mads Würtz Schmidt (DEN) | 55e                     |
| 95                      | Pier-André Côté (CAN)    | 47e                     |
| 96                      | Floris Van Tricht (BEL)  | AB                      |
| 97                      | Moritz Kretschy (GER)    | AB                      |

| Lotto Dstny LTD | Lotto Dstny LTD          | Lotto Dstny LTD |
| --------------- | ------------------------ | --------------- |
| Num             | Coureur                  | Pos             |
| 101             | Cédric Beullens (BEL)    | 17e             |
| 102             | Jasper De Buyst (BEL)    | AB              |
| 103             | Axel De Lie (BEL)        | 77e             |
| 104             | Sébastien Grignard (BEL) | 39e             |
| 106             | Brent Van Moer (BEL)     | 34e             |

| Uno-X Mobility UXM | Uno-X Mobility UXM           | Uno-X Mobility UXM |
| ------------------ | ---------------------------- | ------------------ |
| Num                | Coureur                      | Pos                |
| 111                | Magnus Cort Nielsen (DEN)    | 63e                |
| 112                | Anders Skaarseth (NOR)       | 44e                |
| 113                | Fredrik Dversnes (NOR)       | 15e                |
| 114                | Markus Hoelgaard (NOR)       | 9e                 |
| 115                | Ådne Holter (NOR)            | 45e                |
| 116                | Martin Bugge Urianstad (NOR) | 27e                |
| 117                | Idar Andersen (NOR)          | 51e                |

| CIC U Nantes Atlantique UCN | CIC U Nantes Atlantique UCN | CIC U Nantes Atlantique UCN |
| --------------------------- | --------------------------- | --------------------------- |
| Num                         | Coureur                     | Pos                         |
| 121                         | Jon Rye-Johnsen (NOR)       | AB                          |
| 122                         | Clément Braz Afonso (FRA)   | 28e                         |
| 123                         | Matisse Julien (CAN)        | AB                          |
| 125                         | Maël Guégan (FRA)           | 69e                         |
| 126                         | Artus Jaladeau (FRA)        | AB                          |
| 127                         | Robin Plamondon (CAN)       | 61e                         |

| Nice Métropole Côte d'Azur NMC | Nice Métropole Côte d'Azur NMC | Nice Métropole Côte d'Azur NMC |
| ------------------------------ | ------------------------------ | ------------------------------ |
| Num                            | Coureur                        | Pos                            |
| 131                            | Jonathan Couanon (FRA)         | 79e                            |
| 132                            | Alexander Konijn (NED)         | AB                             |
| 133                            | Damien Girard (FRA)            | AB                             |
| 134                            | Jean-Louis Le Ny (FRA)         | 43e                            |
| 135                            | Noah Knecht (FRA)              | AB                             |
| 136                            | Andrea Mifsud                  | AB                             |
| 137                            | Axel Narbonne-Zuccarelli (FRA) | 76e                            |

| Saint Michel-Mavic-Auber 93 AUB | Saint Michel-Mavic-Auber 93 AUB | Saint Michel-Mavic-Auber 93 AUB |
| ------------------------------- | ------------------------------- | ------------------------------- |
| Num                             | Coureur                         | Pos                             |
| 141                             | Alexandre Delettre (FRA)        | 13e                             |
| 143                             | Nicolas Breuillard (FRA)        | 64e                             |
| 144                             | Dillon Corkery (IRL)            | AB                              |
| 145                             | Joris Delbove (FRA)             | 46e                             |
| 146                             | Lucas Beneteau (FRA)            | AB                              |
| 147                             | Morne van Niekerk (RSA)         | 53e                             |

| Van Rysel-Roubaix VRR | Van Rysel-Roubaix VRR    | Van Rysel-Roubaix VRR |
| --------------------- | ------------------------ | --------------------- |
| Num                   | Coureur                  | Pos                   |
| 151                   | Thomas Boudat (FRA)      | 74e                   |
| 152                   | Rémi Capron (FRA)        | 26e                   |
| 153                   | Célestin Guillon (FRA)   | 66e                   |
| 155                   | Jérémy Leveau (FRA)      | 60e                   |
| 156                   | Emmanuel Morin (FRA)     | AB                    |
| 157                   | Valentin Tabellion (FRA) | 56e                   |

| Groupama-FDJ GFC | Groupama-FDJ GFC        | Groupama-FDJ GFC |
| ---------------- | ----------------------- | ---------------- |
| Num              | Coureur                 | Pos              |
| 1                | Eddy Le Huitouze (FRA)  | AB               |
| 2                | Sven Erik Bystrøm (NOR) | 32e              |
| 3                | Thibaud Gruel (FRA)     | 73e              |
| 4                | Rudy Molard (FRA)       | 3e               |
| 5                | Quentin Pacher (FRA)    | 19e              |
| 6                | Joshua Golliker (GBR)   | 72e              |
| 7                | Samuel Watson (GBR)     | 14e              |

| TotalEnergies TEN | TotalEnergies TEN     | TotalEnergies TEN |
| ----------------- | --------------------- | ----------------- |
| Num               | Coureur               | Pos               |
| 11                | Sandy Dujardin (FRA)  | 52e               |
| 12                | Valentin Ferron (FRA) | 21e               |
| 13                | Alan Jousseaume (FRA) | 42e               |
| 14                | Paul Ourselin (FRA)   | 41e               |
| 15                | Julien Simon (FRA)    | 75e               |
| 16                | Mattéo Vercher (FRA)  | 22e               |

| Cofidis COF | Cofidis COF           | Cofidis COF |
| ----------- | --------------------- | ----------- |
| Num         | Coureur               | Pos         |
| 21          | Axel Zingle (FRA)     | 4e          |
| 22          | Bryan Coquard (FRA)   | 65e         |
| 23          | Jesús Herrada (ESP)   | 38e         |
| 24          | Jonathan Lastra (ESP) | 33e         |
| 25          | Gorka Izagirre (ESP)  | 50e         |
| 26          | Nolann Mahoudo (FRA)  | 8e          |
| 27          | Axel Mariault (FRA)   | 31e         |

| Decathlon-AG2R La Mondiale DAT | Decathlon-AG2R La Mondiale DAT | Decathlon-AG2R La Mondiale DAT |
| ------------------------------ | ------------------------------ | ------------------------------ |
| Num                            | Coureur                        | Pos                            |
| 31                             | Benoît Cosnefroy (FRA)         | 1er                            |
| 32                             | Nans Peters (FRA)              | 48e                            |
| 33                             | Killian Verschuren (FRA)       | 24e                            |
| 34                             | Valentin Retailleau (FRA)      | AB                             |
| 35                             | Tom Donnenwirth (FRA)          | 37e                            |
| 36                             | Baptiste Veistroffer (FRA)     | 70e                            |
| 37                             | Oscar Chamberlain (AUS)        | AB                             |

| Arkéa-B&B Hotels ARK | Arkéa-B&B Hotels ARK          | Arkéa-B&B Hotels ARK |
| -------------------- | ----------------------------- | -------------------- |
| Num                  | Coureur                       | Pos                  |
| 41                   | Vincenzo Albanese (ITA)       | 5e                   |
| 42                   | Thibault Guernalec (FRA)      | AB                   |
| 43                   | Simon Guglielmi (FRA)         | 54e                  |
| 44                   | Laurens Huys (BEL)            | 57e                  |
| 45                   | Martin Tjøtta (NOR)           | 29e                  |
| 46                   | Embret Svestad-Bårdseng (NOR) | AB                   |
| 47                   | Clément Venturini (FRA)       | 7e                   |

| Bingoal WB BWB | Bingoal WB BWB            | Bingoal WB BWB |
| -------------- | ------------------------- | -------------- |
| Num            | Coureur                   | Pos            |
| 51             | Floris De Tier (BEL)      | AB             |
| 52             | Johan Meens (BEL)         | AB             |
| 53             | Dimitri Peyskens (BEL)    | 36e            |
| 54             | Luca Van Boven (BEL)      | 12e            |
| 55             | Giacomo Villa (ITA)       | 25e            |
| 56             | Aaron Van der Beken (BEL) | AB             |
| 57             | Lennert Teugels (BEL)     | 62e            |

| Caja Rural-Seguros RGA CJR | Caja Rural-Seguros RGA CJR | Caja Rural-Seguros RGA CJR |
| -------------------------- | -------------------------- | -------------------------- |
| Num                        | Coureur                    | Pos                        |
| 61                         | Orluis Aular (VEN)         | 11e                        |
| 62                         | Fernando Barceló (ESP)     | 18e                        |
| 63                         | Mulu Hailemichael (ETH)    | 35e                        |
| 64                         | Joseba López (ESP)         | 59e                        |
| 65                         | Joel Nicolau (ESP)         | 10e                        |
| 66                         | Eduard Prades (ESP)        | 6e                         |
| 67                         | Gorka Sorarrain (ESP)      | 20e                        |

| Equipo Kern Pharma EKP | Equipo Kern Pharma EKP   | Equipo Kern Pharma EKP |
| ---------------------- | ------------------------ | ---------------------- |
| Num                    | Coureur                  | Pos                    |
| 71                     | Jordi López (ESP)        | 16e                    |
| 72                     | Antonio Jesús Soto (ESP) | 68e                    |
| 73                     | Pau Miquel (ESP)         | 49e                    |
| 74                     | Francisco Galván (ESP)   | 23e                    |
| 75                     | Marc Brustenga (ESP)     | AB                     |
| 76                     | Mikel Retegi (ESP)       | AB                     |
| 77                     | Álex Jaime (ESP)         | 67e                    |

| Euskaltel-Euskadi EUS | Euskaltel-Euskadi EUS   | Euskaltel-Euskadi EUS |
| --------------------- | ----------------------- | --------------------- |
| Num                   | Coureur                 | Pos                   |
| 81                    | Xavier Cañellas (ESP)   | AB                    |
| 82                    | Xabier Berasategi (ESP) | 58e                   |
| 83                    | Xabier Isasa (ESP)      | AB                    |
| 84                    | Asier Etxeberria (ESP)  | 78e                   |
| 85                    | Txomin Juaristi (ESP)   | 30e                   |
| 86                    | James Fouché (NZL)      | AB                    |
| 87                    | Unai Cuadrado (ESP)     | 71e                   |

| Israel-Premier Tech IPT | Israel-Premier Tech IPT  | Israel-Premier Tech IPT |
| ----------------------- | ------------------------ | ----------------------- |
| Num                     | Coureur                  | Pos                     |
| 91                      | Tom Van Asbroeck (BEL)   | 40e                     |
| 92                      | Mason Hollyman (GBR)     | AB                      |
| 93                      | Corbin Strong (NZL)      | 2e                      |
| 94                      | Mads Würtz Schmidt (DEN) | 55e                     |
| 95                      | Pier-André Côté (CAN)    | 47e                     |
| 96                      | Floris Van Tricht (BEL)  | AB                      |
| 97                      | Moritz Kretschy (GER)    | AB                      |

| Lotto Dstny LTD | Lotto Dstny LTD          | Lotto Dstny LTD |
| --------------- | ------------------------ | --------------- |
| Num             | Coureur                  | Pos             |
| 101             | Cédric Beullens (BEL)    | 17e             |
| 102             | Jasper De Buyst (BEL)    | AB              |
| 103             | Axel De Lie (BEL)        | 77e             |
| 104             | Sébastien Grignard (BEL) | 39e             |
| 106             | Brent Van Moer (BEL)     | 34e             |

| Uno-X Mobility UXM | Uno-X Mobility UXM           | Uno-X Mobility UXM |
| ------------------ | ---------------------------- | ------------------ |
| Num                | Coureur                      | Pos                |
| 111                | Magnus Cort Nielsen (DEN)    | 63e                |
| 112                | Anders Skaarseth (NOR)       | 44e                |
| 113                | Fredrik Dversnes (NOR)       | 15e                |
| 114                | Markus Hoelgaard (NOR)       | 9e                 |
| 115                | Ådne Holter (NOR)            | 45e                |
| 116                | Martin Bugge Urianstad (NOR) | 27e                |
| 117                | Idar Andersen (NOR)          | 51e                |

| CIC U Nantes Atlantique UCN | CIC U Nantes Atlantique UCN | CIC U Nantes Atlantique UCN |
| --------------------------- | --------------------------- | --------------------------- |
| Num                         | Coureur                     | Pos                         |
| 121                         | Jon Rye-Johnsen (NOR)       | AB                          |
| 122                         | Clément Braz Afonso (FRA)   | 28e                         |
| 123                         | Matisse Julien (CAN)        | AB                          |
| 125                         | Maël Guégan (FRA)           | 69e                         |
| 126                         | Artus Jaladeau (FRA)        | AB                          |
| 127                         | Robin Plamondon (CAN)       | 61e                         |

| Nice Métropole Côte d'Azur NMC | Nice Métropole Côte d'Azur NMC | Nice Métropole Côte d'Azur NMC |
| ------------------------------ | ------------------------------ | ------------------------------ |
| Num                            | Coureur                        | Pos                            |
| 131                            | Jonathan Couanon (FRA)         | 79e                            |
| 132                            | Alexander Konijn (NED)         | AB                             |
| 133                            | Damien Girard (FRA)            | AB                             |
| 134                            | Jean-Louis Le Ny (FRA)         | 43e                            |
| 135                            | Noah Knecht (FRA)              | AB                             |
| 136                            | Andrea Mifsud                  | AB                             |
| 137                            | Axel Narbonne-Zuccarelli (FRA) | 76e                            |

| Saint Michel-Mavic-Auber 93 AUB | Saint Michel-Mavic-Auber 93 AUB | Saint Michel-Mavic-Auber 93 AUB |
| ------------------------------- | ------------------------------- | ------------------------------- |
| Num                             | Coureur                         | Pos                             |
| 141                             | Alexandre Delettre (FRA)        | 13e                             |
| 143                             | Nicolas Breuillard (FRA)        | 64e                             |
| 144                             | Dillon Corkery (IRL)            | AB                              |
| 145                             | Joris Delbove (FRA)             | 46e                             |
| 146                             | Lucas Beneteau (FRA)            | AB                              |
| 147                             | Morne van Niekerk (RSA)         | 53e                             |

| Van Rysel-Roubaix VRR | Van Rysel-Roubaix VRR    | Van Rysel-Roubaix VRR |
| --------------------- | ------------------------ | --------------------- |
| Num                   | Coureur                  | Pos                   |
| 151                   | Thomas Boudat (FRA)      | 74e                   |
| 152                   | Rémi Capron (FRA)        | 26e                   |
| 153                   | Célestin Guillon (FRA)   | 66e                   |
| 155                   | Jérémy Leveau (FRA)      | 60e                   |
| 156                   | Emmanuel Morin (FRA)     | AB                    |
| 157                   | Valentin Tabellion (FRA) | 56e                   |